# Helios Klinikum Schleswig

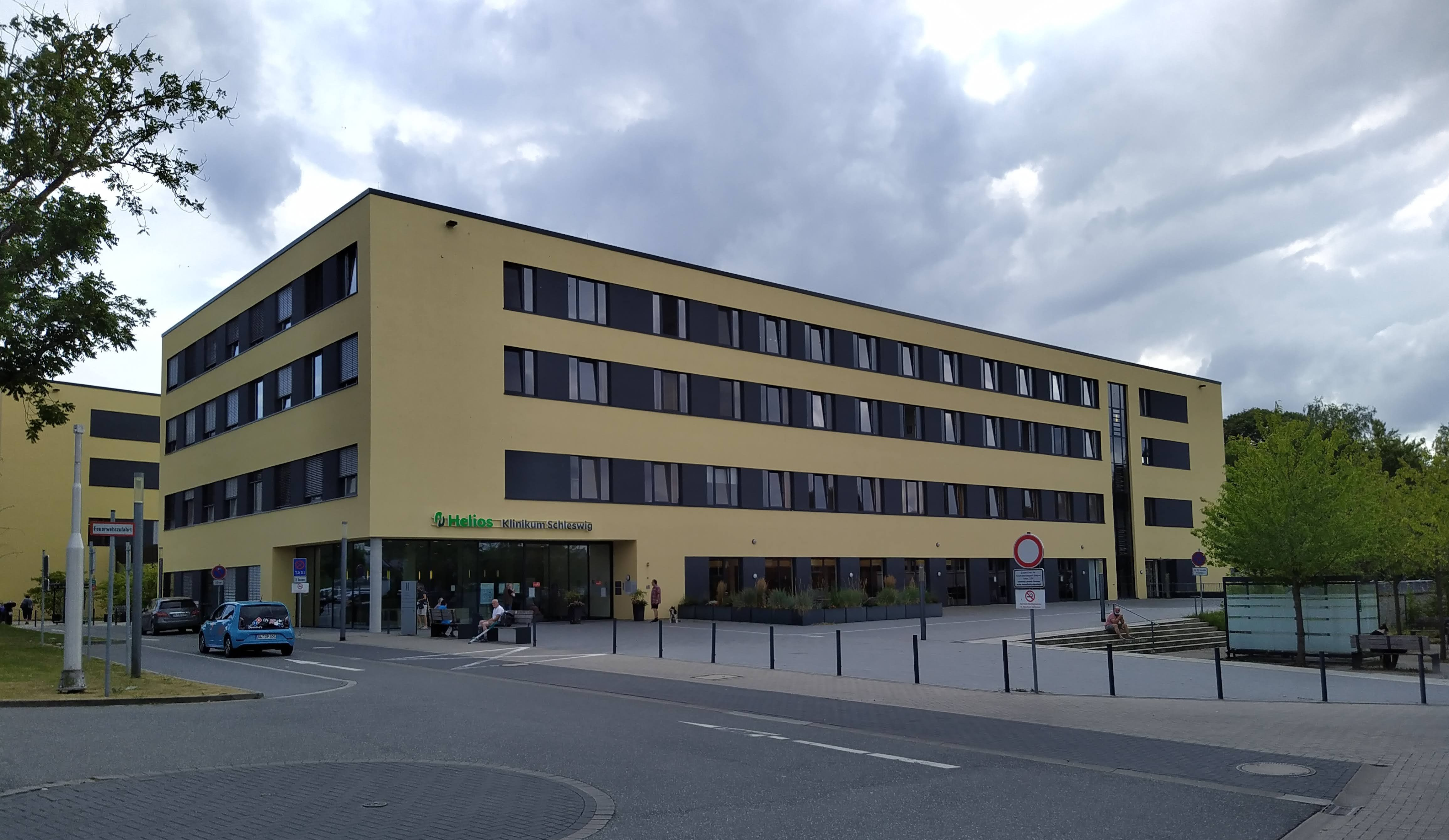
Neubau

Das Helios Klinikum Schleswig ist ein Krankenhaus auf dem Stadtfeld an der Sankt-Jürgener-Straße 1–3 in Schleswig. Zu den Schwerpunkten zählt unter anderem die Neurologie. Träger ist die Gruppe Helios Kliniken. Der Standort geht auf das frühe 19. Jahrhundert zurück.

## Geschichte

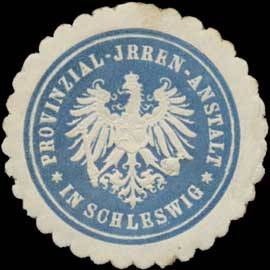
Siegelmarke der Anstalt

Am 1. Oktober 1820 wurde die Anstalt mit 112 Plätzen mit zwei Flügeln für Männer und Frauen eröffnet.
Um 1900 wurden 900 Kranke verpflegt.
Im Jahre 1914 wurde die Bezeichnung „Provinzial-Irren-Heil- und Pflegeanstalt“ in „Provinzial-Heil- und Pflegeanstalt“ geändert.
1919 galt es als Landeskrankenhaus.

### Zeit des Nationalsozialismus
In der Landesheilanstalt Schleswig-Stadtfeld waren zum 1. Januar 1937 735 männliche und 837 weibliche Patienten untergebracht; Direktor war Carl Grabow.
Am Abend des 14. September 1944 wurden 705 Patienten der Heil- und Pflegeanstalt am Stadtfeld und der Landespflegeanstalt Hesterberg durch die Stadt zur Rampe des Güterbahnhofs geführt. Sie trugen an ihren Füßen Holzpantinen. Hintergrund war, dass die Kieler Uniklinik 1944 ausgebombt worden war; der Platz wurde benötigt. In der Landesheil- und Pflegeanstalt Obrawalde bei Meseritz in Pommern erwartete sie der Tod.

### Nachkriegszeit
2013 wurde ein Mahnmal eingeweiht.
2016 wurde ein großer Neubau fertig gestellt. Die Architekten waren die HDR GmbH. Er nahm das Martin-Luther-Krankenhaus auf.
2017 wurde über Medikamentenversuche in den 1950er- bis 1970er-Jahren berichtet, unter anderem mit dem Antipsychotikum Trifluoperazin.